# Osiedle Widokowe
Osiedle Widokowe (dawniej ZWM) – osiedle Trzebini, w powiecie chrzanowskim, w województwie małopolskim.
W skład osiedla wchodzi 19 bloków mieszkalnych oraz domy, które zamieszkuje ponad 2700 mieszkańców. Osiedle od południa graniczy z osiedlem Krakowska, od wschodu z Młoszową, a od zachodu i północy z centrum Trzebini.
Na osiedlu znajduje się supermarket Sąsiad oraz dwie przychodnie lekarskie i apteki, cztery place zabaw, siłownia na wolnym powietrzu oraz kompleks boisk przy Szkole Podstawowej nr 8. Szkoła Podstawowa nr 8 byłą organizatorem między innymi: Międzynarodowego Turnieju Młodych Talentów w Szachach Aktywnych oraz Ogólnopolskiego Turnieju Tańca Towarzyskiego. 
Osiedle reprezentują Radni Miasta Trzebinia: Mariusz Brzózka oraz Tomasz Kobierecki, wchodzą w skład Rady Miasta Trzebinia.
Osiedle zdekomunizowano nadając nazwę Widokowe.